# الغار (بلنثية)
الغار هي بلدية فيي منطقة بلنسية ، إسبانيا.